# 小行星13303
小行星13303（13303 Asmitakumar）是一颗绕太阳运转的小行星，为主小行星带小行星。该小行星于1998年9月14日发现。

## 轨道参数
小行星13303的轨道半长轴为2.5737544 UA，离心率为0.194。